# Élections générales camerounaises de 1988
Des élections générales, regroupant élections législatives et présidentielles ont eu lieu au Cameroun le 24 avril 1988. Elles ont été remportées par le parti unique, le Rassemblement démocratique du peuple camerounais, et son leader Paul Biya.
Seul candidat, Paul Biya est réélu tandis que son parti, le Rassemblement démocratique du peuple camerounais (RDPC), remporte la totalité des sièges à l'assemblée dans le cadre d'un système à parti unique.

## Contexte
Le Cameroun a un système de parti unique depuis 1966. Pour la première fois, le RDPC présente cependant 324 candidats différents pour les 180 sièges à pourvoir, ce qui permet au scrutin de conserver un intérêt. En revanche, Paul Biya est le seul candidat aux élections présidentielles.

## Résultats

### Présidentielles
| Candidat                 | Candidat                 | Parti                    | Votes     | %     |
| ------------------------ | ------------------------ | ------------------------ | --------- | ----- |
|                          | Paul Biya                | RDPC                     | 3 321 872 | 100   |
|                          |                          |                          |           |       |
| Votes valides            | Votes valides            | Votes valides            | 3 321 872 | 98,75 |
| Votes blancs et nuls     | Votes blancs et nuls     | Votes blancs et nuls     | 42 218    | 1,25  |
| Total                    | Total                    | Total                    | 3 364 090 | 100   |
| Abstention               | Abstention               | Abstention               | 270 478   | 7,44  |
| Inscrits / participation | Inscrits / participation | Inscrits / participation | 3 634 568 | 92,56 |

### Législatives
|                           |                                                         |           |       |        |     |  |  |  |  |
| Parti                     | Parti                                                   | Votes     | %     | Sièges | +/– |  |  |  |  |
|                           | Rassemblement démocratique du peuple camerounais (RDPC) | 3 179 898 | 100   | 180    | 60  |  |  |  |  |
|                           |                                                         |           |       |        |     |  |  |  |  |
| Votes valides             | Votes valides                                           | 3 179 898 | 98,86 |        |     |  |  |  |  |
| Votes blancs et invalides | Votes blancs et invalides                               | 102 986   | 3,14  |        |     |  |  |  |  |
| Total                     | Total                                                   | 3 282 884 | 100   | 180    | 60  |  |  |  |  |
| Abstention                | Abstention                                              | 351 684   | 9,68  |        |     |  |  |  |  |
| Inscrits / participation  | Inscrits / participation                                | 3 634 568 | 90,32 |        |     |  |  |  |  |